# 菲律賓裔印尼人
菲律賓人，根據菲律賓政府的估計，在2001年有4800人在印尼。他們多數集中在雅加達，另一些則在泗水。比在1998年的1046人增加將近5倍。

## 職業
不似大多數的海外菲律賓人，印尼的菲律賓人多是技術性工專業人士，特別是工業技術和英語，20%從事財務及會計業。

## 民族關係
在印尼的菲律賓人一般和當地人關係不錯，比和歐美人更親近。不過有人擔心，在印尼的菲律賓人有可能成為當地武裝組織如伊斯蘭祈禱團的綁架目標，確保被關押在菲律賓監獄的成員獲釋。

## 社團
菲律賓在印尼已經形成八個不同的社團，其中包括三個運動隊伍，一是教師協會，以及兩個基督教團體。一年一度的菲律賓獨立日慶祝活動吸引了眾多的參與者。